# Delilah (Florence and the Machine)
Delilah is een nummer van de Britse indierockband Florence and the Machine uit 2016. Het is de vierde en laatste single van hun derde studioalbum How Big, How Blue, How Beautiful.
De titel verwijst naar de Bijbelse figuur Delila. Frontvrouw Florence Welch schreef het nummer samen met Isabella Summer tijdens een verblijf op Jamaica. "Het is gebaseerd op een feest in Miami waar we waren geweest, het Bijbelse verhaal van Simson en Delila, en de pijn van de mobiele telefoon in moderne relaties", aldus Welsh. "Delilah" flopte in het Verenigd Koninkrijk met een 102e positie, en in Nederland bereikte het nummer helemaal geen hitlijsten. In de Vlaamse Ultratop 50 was het wel weer redelijk succesvol met een 31e positie.